# بیلچه‌نوک گلوزرد
بیلچه‌نوک گلوزرد (نام علمی: Platyrinchus flavigularis) نام یک گونه از سرده بیلچه‌نوک‌ها است.